# Liparis flabellata
Liparis flabellata är en orkidéart som beskrevs av Johannes Jacobus Smith. Liparis flabellata ingår i släktet gulyxnen, och familjen orkidéer. Inga underarter finns listade i Catalogue of Life.